# Лейк-Хатти
Лейк-Хатти (англ. Lake Hattie) — тауншип в округе Хаббард, Миннесота, США. На 2000 год его население составило 130 человек.

## География
По данным Бюро переписи населения США площадь тауншипа составляет 89,3 км², из которых 86,6 км² занимает суша, а 2,6 км² — вода (2,96 %).

## Демография
По данным переписи населения 2000 года здесь находились 130 человек, 50 домохозяйств и 31 семья. Плотность населения — 1,5 чел./км². На территории тауншипа расположено 101 постройка со средней плотностью 1,2 построек на один квадратный километр. Расовый состав населения: 93,85 % белых, 4,62 % коренных американцев, 0,77 % — других рас США и 0,77 % приходится на две или более других рас.
Из 50 домохозяйств в 30 % воспитывались дети до 18 лет, в 60 % проживали супружеские пары, в 2 % проживали незамужние женщины и в 38,0 % домохозяйств проживали несемейные люди. 30,0 % домохозяйств состояли из одного человека, при том 10 % из — одиноких пожилых людей старше 65 лет. Средний размер домохозяйства — 2,6, а семьи — 3,35 человека.
30 % населения — младше 18 лет, 7,7 % — в возрасте от 18 до 24 лет, 25,4 % — от 25 до 44, 24,6 % — от 45 до 64, и 12,3 % — старше 65 лет. Средний возраст — 38 лет. На каждые 100 женщин приходилось 100,0 мужчин. На каждые 100 женщин старше 18 приходилось 106,8 мужчин.
Средний годовой доход домохозяйства составлял 26 563 доллара, а средний годовой доход семьи — 33 125 долларов. Средний доход мужчин — 41 250 долларов, в то время как у женщин — 14 750. Доход на душу населения составил 15 679 долларов. За чертой бедности находились 20 % семей и 14,7 % всего населения тауншипа, из которых 10 % младше 18 и 23,1 % старше 65 лет.